# Krepidom
Krepidom je arhitekturni izraz za del strukture starodavnih grških stavb. Krepidom je ploščad iz več slojev, na kateri je zgrajena stavba. Krepidom ima običajno tri ravni. Vsaka raven je lahko nižja in se postopoma dviguje navzgor ter sestavlja stopnice vzdolž vseh ali nekaterih strani stavbe. Krepidom leži na evtinteriji ali temelju, ki je bil zaradi gospodarnosti historično zgrajen iz lokalno dostopnega kamna, običajno apnenca.
Najvišja raven krepidoma se imenuje stilobat in je podlaga za stebre (στῦλοι – styloi). Nižje ravni krepidoma se imenujejo stereobat. Stopenjska razporeditev krepidoma se lahko širi okoli vseh štirih strani strukture, kot je tempelj. Na nekaterih templjih se stopničasto razteza le prek sprednje fasade, ob straneh pa je lahko skrita, kot je razvidno pri Despojninem templju v Likozuri.
Skriti deli vsake ravni stereobata so običajno iz slabšega materiala kot izpostavljeni deli stopnic in stilobat. Vsaka višja stopnja krepidoma je pritrjena s sponkami, ki se uporabljajo za povezavo kamnov spodnje ravni. Spodnji rob vsake ravni krepidomskih blokov se pogosto zmanjša pri dveh ali treh stopnicah, da nastanejo linije sence.

## Vir
- Robertson, D. S. Handbook of Greek and Roman Architecture. Cambridge: Cambridge University Press, 1929.